# Rudolf Roessler
Rudolph Roessler (Kaufbeuren, 22 novembre 1897 – Svizzera, 11 dicembre 1958) è stato un agente segreto tedesco che creò in Svizzera una rete di spionaggio antinazista al servizio dell'Unione Sovietica denominata Lucy, così chiamata per il nome in codice da lui usato.

## Gli anni fra le due guerre
Durante la prima guerra mondiale servì nell'esercito imperiale tedesco e, al termine del conflitto, cominciò a lavorare come giornalista, prima come inviato a Augusta e poi come critico letterario a Berlino. In questa veste strinse importanti rapporti all'interno dei circoli intellettuali e letterari di tutta la Germania, e molti degli amici acquisiti in questo periodo furono censurati e duramente attaccati dal nascente movimento nazista e, dopo la conquista del potere da parte di Adolf Hitler nel 1933, costretti a lasciare il paese.
Nello stesso anno lo stesso Roessler fu costretto a lasciare la Germania per la sua crescente ostilità al regime nazista e a trasferirsi con la moglie in Svizzera, a Berna, ove fondò una piccola casa editrice, la Vita Nova Verlag, ovviamente incentrata su pubblicazioni antinaziste.
Tale iniziativa ebbe un discreto successo, e questo concesse a Roessler i fondi necessari per tornare in Germania, ove riallacciò i rapporti con i suoi contatti non espatriati e ne intrecciò di nuovi negli ambienti politici e militari.
Roessler era un ardente patriota ma soprattutto uno strenuo antinazista della prima ora, e muovendosi in questi ambienti si rese conto che non era il solo a provare simili sentimenti e che c'erano persone che, come lui, erano disposte a rischiare per tentare di aiutare a mettere in difficoltà il Regime: alcuni dei contatti di Roessler erano poi in grado di attingere a informazioni politico-militari, anche di alto livello.

## La nascita di "Lucy"
Sin dal 1936 in Svizzera operava la cosiddetta rete "Dora" di Sándor Radó, facente capo al GRU, il servizio segreto militare sovietico: Roessler non era comunista, ma decise di mettere la sua rete di amicizie al servizio dell'URSS e della sua rete di spionaggio.
Nel 1941 Roessler fece il suo "esordio" come spia, fornendo dettagli sull'imminente Operazione Barbarossa, ovvero il piano segreto dell'invasione nazista dell'Unione Sovietica, ma come tutti gli avvertimenti arrivati da più parti su tale attacco, anche quelli di Roessler furono ignorati. Il GRU tuttavia rimase soddisfatto del suo operato e decise di continuare il rapporto con Roessler, a cui affidò il nome in codice di Lucy.
Così ribattezzato, Roessler cominciò a trasmettere in URSS da Losanna, verso una stazione di ascolto appositamente approntata dal GRU a Mosca, trasmettendo importanti informazioni sulla grande manovra avvolgente che le armate tedesche cercarono di portare ai lati delle stremate truppe russe per dar loro il colpo di grazia prima dell'arrivo dell'inverno. La presenza di una rete di informatori presso l'Alto Comando tedesco venne scoperta dai servizi segreti nazisti quando, durante l'avanzata in territorio sovietico, le truppe tedesche ritrovarono, a est della città di Smolensk, una cassaforte militare contenente piani segreti tedeschi tradotti in russo.
In seguito, i tedeschi riuscirono, grazie a punti di ascolto e intercettazione installati nella Francia occupata, a localizzare l'emittente clandestina che dalla Svizzera era in contatto con Mosca: nell'autunno del 1943, in seguito alle pesanti pressioni tedesche, la polizia federale elvetica fu costretta a smantellare la rete Dora e ad arrestare tutti i suoi membri, con l'eccezione del capo della cellula, Alexander Rado (dal suo nome anagrammato deriva il nome della rete) che riuscì a rifugiarsi nella Francia di Petaìn. Roessler invece venne lasciato libero per oltre sei mesi ma nel maggio del 1944 si decise di procedere anche a suo carico: la sua prigionia fu però di breve durata.
Alla fine della guerra, Roessler venne giudicato colpevole di spionaggio da un tribunale svizzero, ma non scontò nessuna pena in considerazione dei servigi resi alla Svizzera.

## La tesi di Alexander Foote
Un aspetto controverso della storia di Lucy è l'asserzione fatta nel suo libro Handbook for Spies da Alexander Foote, che fu collaboratore importante di Roessler e fu uno degli uomini arrestati dalla polizia Svizzera, a proposito del fatto che egli fosse, in realtà, un agente dei servizi segreti britannici, con lo scopo di fornire ai sovietici le informazioni che la macchina decifrante Ultra carpiva ai nazisti, senza però far sapere che le notizie provenivano dalle operazioni di controspionaggio britanniche nei confronti dei tedeschi.
Infatti Stalin aveva sempre guardato con sospetto agli avvertimenti e alle notizie che gli Inglesi e gli Statunitensi passavano riguardo a un possibile attacco tedesco, ritenendo probabilmente il tutto una provocazione occidentale.
A causa di tale diffidenza, gli Alleati si trovarono costretti a trovare una maniera per far pervenire lo stesso tali notizie ai Sovietici, ma senza sembrare loro i mittenti e allo stesso tempo facendole sembrare plausibili e non campate in aria. Quelle che i sovietici ebbero in realtà da Roessler, quindi attraverso una spia che ritenevano lavorasse per loro ma che in realtà era al servizio (segreto) di Sua Maestà, erano informazioni britanniche provenienti da Ultra.
Alcuni fatti sulla vita di Alexandre Foote fanno infatti pensare che egli fosse più di un mero operatore radio:
- Era in una posizione tale da poter fare da tramite radio sia tra i Servizi Segreti Britannici e Roessler sia tra Roessler e Mosca;
- Dopo la fine del conflitto, Foote passò alcuni anni nella Germania dell'Est poi, improvvisamente, fece ritorno in Occidente negli anni cinquanta, in piena Guerra Fredda;
- Il suo stesso libro sembra inopportuno;
- Infine, non una delle cosiddette "fonti" di Roessler in Germania fu mai identificata con certezza, né durante la guerra né in seguito;

Così, secondo i sospetti portati avanti da tale tesi, come tutto nel mondo dello spionaggio, l'uomo chiamato Lucy non era ciò che sembrava essere.